# Antonín Baudyš mladší
Antonín Baudyš mladší (* 1. prosince 1972 Praha) je český astrolog, neúspěšný politik a šiřitel dezinformací.

## Studium
Vystudoval bakalářský stupeň filosofie na Hochschule für Philosophie v Mnichově. Jeden rok studoval teologii na Université de Fribourg a dva roky religionistiku na Filosofické fakultě UK v Praze. Čtyři roky (1992–1996) strávil v řeholních domech Tovaryšstva Ježíšova. Své astrologické vzdělání získal od svého otce Antonína Baudyše a dále studiem autorské dvojice Frances Sakoyan & Louis Acker a dalších autorů.

## Profese
V letech 1998 až 2007 přednášel v Kurzu tradiční astrologie společně s Antonínem Baudyšem, Zdeňkem Bohuslavem a Richardem Stříbným. Je tvůrcem audiokurzu astrologie a zakladatelem astrologického serveru Astrolab.cz. V regresní terapii je žákem Andreje Dragomireckého a Patrika Balinta. Podílí se na znovuobjevení českého renesančního astrologa Cypriana Karáska ze Lvovic a jeho zapomenutého spisu De Iudicii nativitatum doctrina. Je zakladatelem a předsedou České astrologické asociace.

## Kritika skeptiků
Český klub skeptiků Sisyfos jeho práci vyhodnotil udělením zlatého Bludného balvanu za rok 2005. V roce 2008 mu byl udělen tzv. Bludný arcibalvan, který kromě něj obdrželi ještě jeho otec Antonín Baudyš a americký psychoterapeut českého původu Stanislav Grof. Klub skeptiků Sisyfos jej také jmenuje jako jednoho ze tři hlavních šiřitelů konspiračních teorií v České republice. Např. teorie, že za teroristickými útoky z 11. září 2001 stojí tajné služby či teorie tzv. chemtrail. V době koronavirové pandemie šířil dezinformace ohledně původu viru stejně jako o financování a fungování zdravotní péče.

## Rodinný a osobní život
Antonín Baudyš mladší je ženatý, s manželkou Kristinou Baudyšovou (1979) jsou rodiči dvou synů, Nica (* 1999) a Eliáše (* 2008) a pěstounské dcery Jany (* 2006). Manželka je psychoterapeutka. Je synem Antonína Baudyše a Zuzany Baudyšové. Byl blogerem stránek týdeníku Respekt v letech 2008–2013. Byl členem České pirátské strany v letech 2010 až 2017. Od roku 2018 je členem hnutí Cesta odpovědné společnosti, respektive předsedou olomoucké krajské organizace.
Ve volbách do Evropského parlamentu v květnu 2019 kandidoval jako lídr hnutí CESTA ODPOVĚDNÉ SPOLEČNOSTI (CESTA), ale nebyl zvolen.
Ve volbách do Senátu PČR v roce 2020 kandidoval za hnutí CESTA v obvodu č. 66 – Olomouc. Se ziskem 1,93 % hlasů skončil na posledním 7. místě a do druhého kola nepostoupil.